# سيمون مايو
سيمون مايو (بالإنجليزية: Simon Mayo)‏ هو صحفي بريطاني، ولد في 21 سبتمبر 1958 في منطقة بارنت في لندن في المملكة المتحدة.

## وصلات خارجية
- سيمون مايو على موقع IMDb (الإنجليزية)
- سيمون مايو على موقع ميوزك برينز (الإنجليزية)
- سيمون مايو على موقع ديسكوغز (الإنجليزية)
- سيمون مايو على موقع قاعدة بيانات الفيلم (الإنجليزية)